# 蓑島圭悟
蓑島 圭悟（みのしま けいご、1996年8月24日 - ）は、北海道帯広市出身のプロアイスホッケー選手。ポジションはディフェンス。アジアリーグアイスホッケーの横浜GRITSに所属。
普段はIT業で働いている。愛称は"みのしー"。

## 経歴
白樺学園高等学校、中央大学、ひがし北海道クレインズを経て、2022年6月5日にアジアリーグアイスホッケーの横浜GRITSに入団した。
2023年6月13日にGRITSと契約を継続した。
2023-2024年シーズンはシーズン中の2023年10月31日に11月に苫小牧市にて実施されたアイスホッケー男子日本代表の国内合宿の参加メンバーに選出された。2024年1月16日に苫小牧市のnepiaアイスアリーナと安平町の安平町スポーツセンターにて実施されたアイスホッケー男子日本代表の国内合宿の参加メンバーに選出された。1月29日にハンガリーのブダペストで開催されたミラノ・コルティナダンペッツォオリンピックの3次予選と事前合宿の参加メンバーに選出された。
オフの2024年5月24日にGRITSと契約を継続した。
2024-2025シーズンはオフの2025年5月9日にGRITSと契約を継続した。

## 詳細情報

### 代表歴
- 2026年ミラノ・コルティナダンペッツォオリンピック3次予選（2024年）